# Mount Alderson
Mount Alderson är ett berg i Kanada.   Det ligger i provinsen Alberta, i den södra delen av landet, 2 900 km väster om huvudstaden Ottawa. Toppen på Mount Alderson är 2 179 meter över havet.
Terrängen runt Mount Alderson är bergig österut, men västerut är den kuperad. Trakten runt Mount Alderson är nära nog obefolkad, med mindre än två invånare per kvadratkilometer..
I omgivningarna runt Mount Alderson växer i huvudsak barrskog.